# Bahnhof Kobuchizawa
Der Bahnhof Kobuchizawa (jap. 小淵沢駅, Kobuchizawa-eki) ist ein Bahnhof auf der japanischen Insel Honshū, der von der Bahngesellschaft JR East betrieben wird. Er befindet sich in der Präfektur Yamanashi auf dem Gebiet der Stadt Hokuto.

## Verbindungen
Kobuchizawa ist ein Trennungsbahnhof an der Chūō-Hauptlinie, einer der wichtigsten Bahnstrecken Japans, die von Tokio durch das Bergland der Japanischen Alpen nach Nagoya führt. Hier zweigt die Koumi-Linie in Richtung Komoro ab. Im Fernverkehr bietet JR East auf der Chūō-Hauptlinie den Schnellzug Azusa an, der im Stundentakt von Shinjuku über Kōfu, Okaya und Shiojiri nach Matsumoto fährt. Im Nahverkehr fahren Regionalzüge im angenäherten Stundentakt von Matsumoto über Shiojiri und Okaya nach Kōfu, wobei dieser während der Hauptverkehrszeit ungefähr zu einem Halbstundentakt verdichtet wird. In einzelnen Fällen fahren die Züge ab Nagano, in anderen von Kōfu aus weiter nach Ōtsuki und Takao.
Auf der Koumi-Linie fahren Nahverkehrszüge ungefähr alle ein bis zwei Stunden zwischen den Bahnhöfen Kobuchizawa und Komoro. Hinzu kommt der Touristenzug High Rail 1375, der zweimal täglich verkehrt. In Betrieb ist er üblicherweise freitags bis sonntags sowie an Feiertagen, während der Sommersaison werden täglich außer dienstags Fahrten angeboten. Die Zahl 1375 bezieht sich auf die Höhe über dem Meeresspiegel, die von der Koumi-Linie erreicht wird. Die Bushaltestellen auf dem Bahnhofsvorplatz werden von drei Linien des städtischen Busbetriebs Hokuto City Bus bedient.

## Anlage
Der Bahnhof steht im Zentrum des Ortsteils Kobuchizawa. Die ebenerdige Anlage ist annähernd von Osten nach Westen ausgerichtet und umfasst acht Gleise, von denen fünf dem Personenverkehr dienen. Diese liegen am Hausbahnsteig und an zwei Mittelbahnsteigen, die beide zum Teil überdacht sind. Ein Gleis ist durchfahrenden Zügen vorbehalten, zwei an der Nordseite dienen dem Abstellen von Zügen. Der südliche der beiden Mittelbahnsteige ist etwa zweieinhalb Mal länger als der nördlicher gelegene. Eine gedeckte Fußgängerbrücke stellt die Verbindung zum Empfangsgebäude an der Südseite her.
Das Konzept des zweigeschossigen und mit Holz verkleideten Empfangsgebäudes lautet „Symbiose mit den natürlichen Ressourcen“. Die charakteristischen Aluminiumpaneele und die umgekehrte trapezförmige Glasfassade sind von den Yatsugatake-Bergen, dem Akaishi-Gebirge und den dort entspringenden Bächen inspiriert. Die Materialien sind so verarbeitet, dass sie mit den Erdfarben der Umgebung harmonisieren.
Im Fiskaljahr 2019 nutzten durchschnittlich 1486 Fahrgäste täglich den Bahnhof.

## Bilder

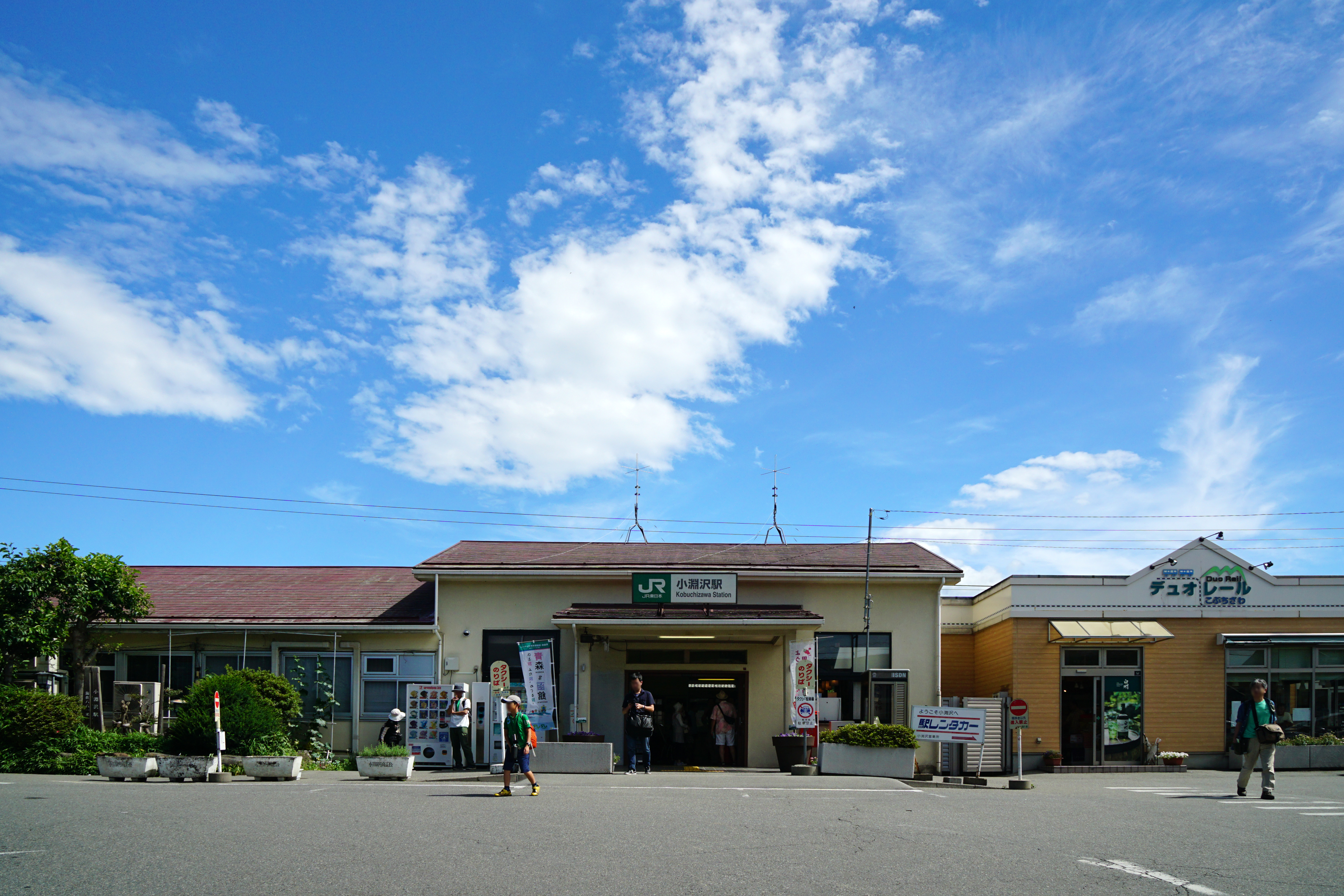
Altes Empfangsgebäude (2015)
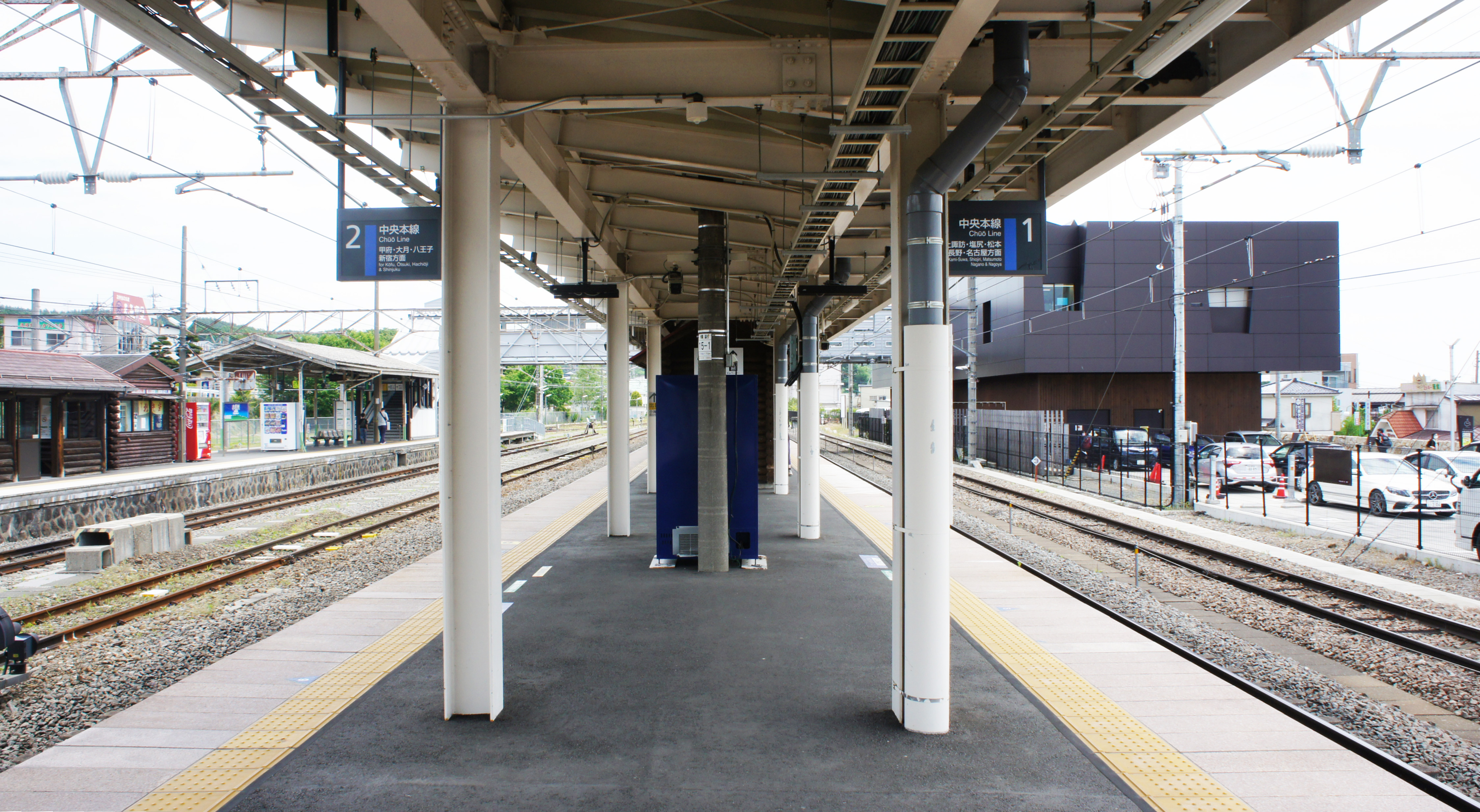
Bahnsteig 1/2
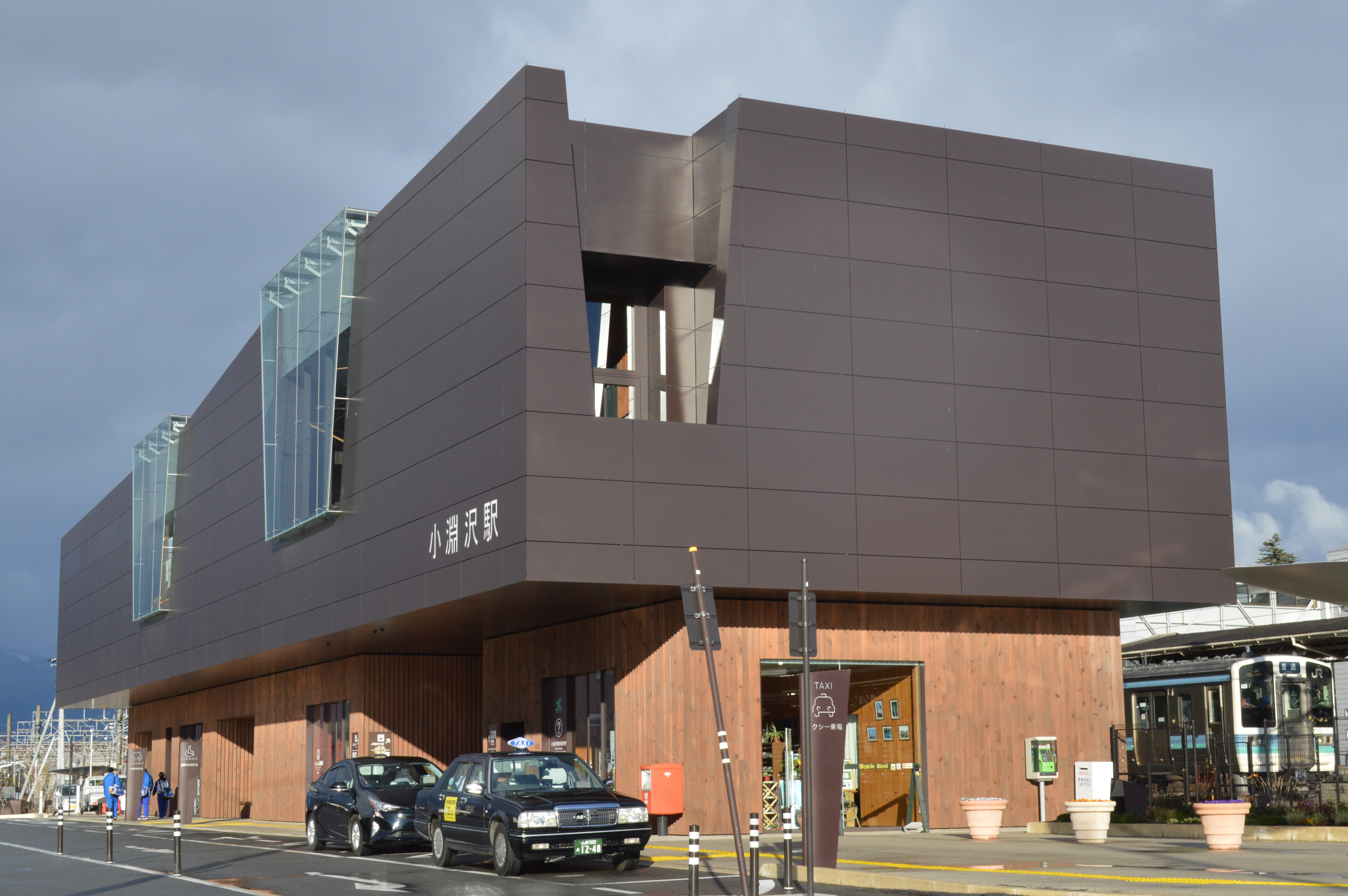
Neues Empfangsgebäude (2020)
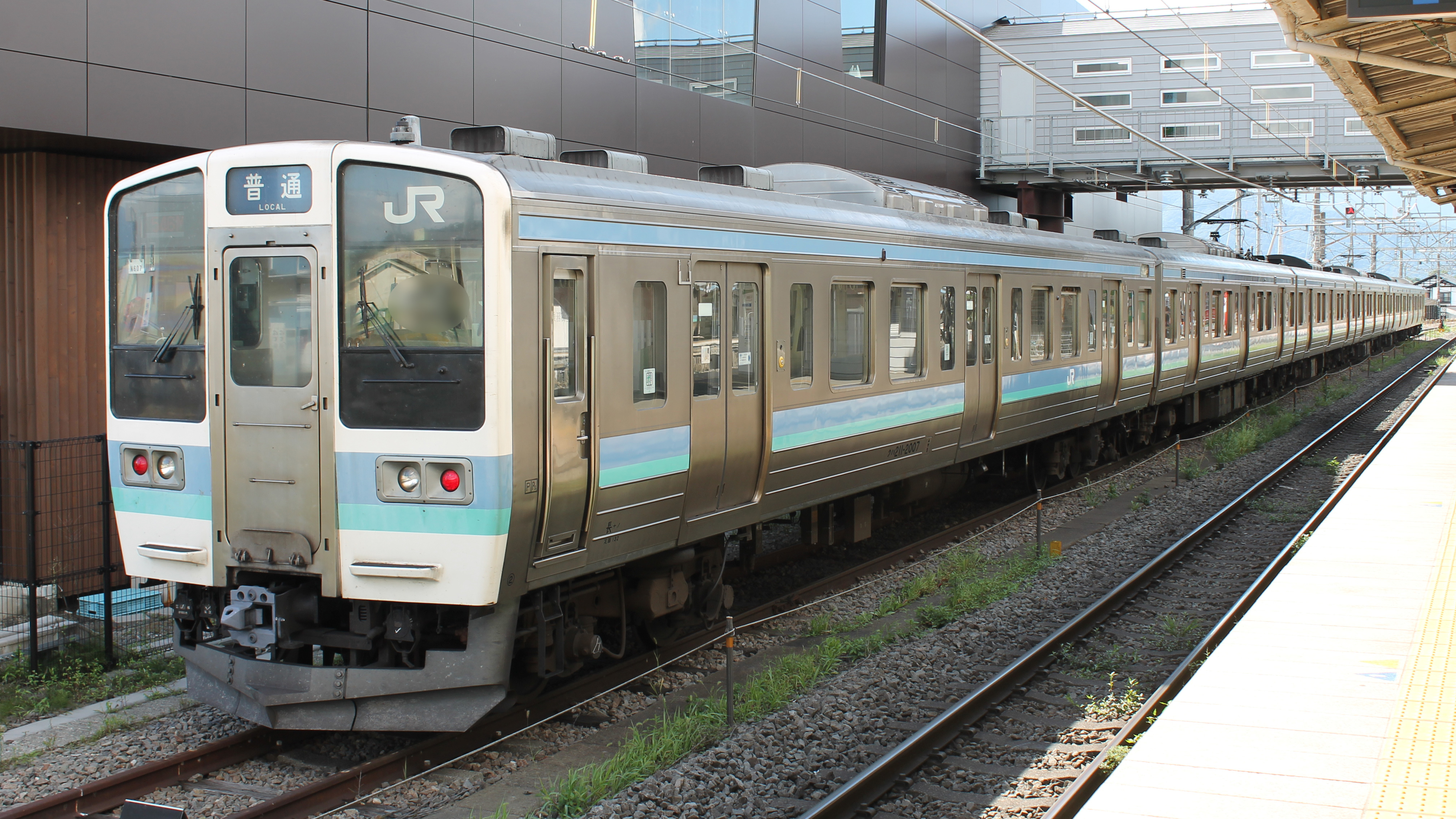
Triebzug der Baureihe JNR211

## Gleise
| 1   | ▉ Chūō-Hauptlinie | Fujimi • Okaya • Shiojiri • Matsumoto    |
| 2/3 | ▉ Chūō-Hauptlinie | Kōfu • Ōtsuki • Takao • Shinjuku • Tokio |
| 4/5 | ▉ Koumi-Linie     | Sakudaira • Komoro                       |
| 5   | ▉ Chūō-Hauptlinie | Okaya • Shiojiri • Matsumoto             |

## Linien
| Verlauf der Chūō-Hauptlinie |
| --- |
| Takao • Sagamiko • Fujino • Uenohara • Shiotsu • Yanagawa • Torisawa • Saruhashi • Ōtsuki • Hatsukari • Sasago • Kai-Yamato • Katsunuma-budōkyō • Enzan • Higashi-Yamanashi • Yamanashishi • Kasugaichō • Isawa-Onsen • Sakaori • Kōfu • Ryūō • Shiozaki • Nirasaki • Shimpu • Anayama • Hinoharu • Nagasaka • Kobuchizawa • Shinano-Sakai • Fujimi • Suzurannosato • Aoyagi • Chino • Kami-Suwa • Shimo-Suwa • Okaya • Midoriko • Shiojiri • Seba • Hideshio • Niekawa • Kiso-Hirasawa • Narai • Yabuhara • Miyanokoshi • Harano • Kiso-Fukushima • Agematsu • Kuramoto • Suhara • Ōkuwa • Nojiri • Jūnikane • Nagiso • Tadachi • Sakashita • Ochiaigawa • Nakatsugawa • Mino-Sakamoto • Ena • Takenami • Kamado • Mizunami • Tokishi • Tajimi • Kokokei • Jōkōji • Kōzōji • Jinryō • Kasugai • Kachigawa • Shin-Moriyama • Ōzone • Chikusa • Tsurumai • Kanayama • Nagoya Tatsuno-Zweigstrecke: Okaya • Kawagishi • Tatsuno • Shinano-Kawashima • Ono • Shiojiri |

| Verlauf der Koumi-Linie |
| --- |
| Kobuchizawa • Kai-Koizumi • Kai-Ōizumi • Kiyosato • Nobeyama • Shinano-Kawakami • Saku-Hirose • Saku-Uminokuchi • Umijiri • Matsubarako • Koumi • Managashi • Takaiwa • Yachiho • Kaize • Haguroshita • Aonuma • Usuda • Tatsuokajō • Ōtabe • Nakagomi • Namezu • Kita-Nakagomi • Iwamurada • Sakudaira • Nakasato • Misato • Mitsuoka • Otome • Higashi-Komoro • Komoro |

## Geschichte
Die staatliche Eisenbahnverwaltung (das spätere Eisenbahnministerium) eröffnete den Bahnhof am 21. Dezember 1904, zusammen mit dem von Nirasaki nach Fujimi führenden Abschnitt der Chūō-Hauptlinie. Am 27. Juli folgte die Inbetriebnahm des Teilstücks Kobuchizawa–Koumi der Koumi-Linie. Aus Rationalisierungsgründen stellte die Japanische Staatsbahn am 1. Februar 1984 den Güterumschlag ein und am 1. April 1987 ging der Bahnhof im Rahmen der Staatsbahnprivatisierung in den Besitz der neuen Gesellschaft JR East über. Das ursprüngliche Empfangsgebäude genügte nach über hundert Jahren den Anforderungen nicht mehr und wurde ab Januar 2015 durch einen Neubau ersetzt. Dessen Inbetriebnahme erfolgte am 3. Juli 2017.